# Jamal Blackman
Jamal Clint-Ross Blackman (* 27. Oktober 1993 in London) ist ein englischer Fußballtorwart.

## Karriere

### Verein
Jamal Blackman wurde als Jugendspieler beim FC Chelsea ausgebildet. Er war Ersatz-Torhüter beim FA Youth Cup 2009/10. In der Saison 2010/11 stand er als Stammtorwart für das U-18-Team auf dem Platz. In dieser Saison wurde er knapp Zweiter bei der Wahl zum „Youth Player of the year“ (Jugendspieler des Jahres). In der Saison 2011/12 war er dann Stammtorhüter im FA Youth Cup und war eine Schlüsselfigur beim Gewinn der Trophäe.
Am 4. August 2010 war er in einem Freundschaftsspiel gegen den FC Woking zum ersten Mal im Kader der ersten Mannschaft. Sein Debüt auf der Bank gab er im Ligaspiel gegen den FC Arsenal in der Saison 2010/11, da Henrique Hilário und Ross Turnbull ausfielen. Im Januar 2012 gehörte er auch zum Champions-League-Kader, als sich Henrique Hilário verletzte. Daher bekam er ebenso eine Sieger-Medaille der Champions League.
Daraufhin trainierte er mit den Torhütern des Profiteams und war U-21-Stammtorhüter für die Saison 2012/13. Er war auch im Kader beim Euroleague-Sieg in dieser Saison und bekam daher wieder eine Sieger-Medaille.
Die Saison 2013/14 begann gut nach mehreren Beteiligungen im 1. Team in den Sommertouren in den Vereinigten Staaten und Asien, jedoch verbrachte er den Hauptteil der Saison an der Seitenlinie. Er kehrte im März in die U-21 zurück und spielte eine wichtige Rolle in ihrem Lauf zu Titelgewinnen. Im Halbfinale des FA Youth Cup machte er zwei Paraden während des Elfmeterschießens gegen Manchester City und half dem Chelsea FC damit beim Sieg.
Mit einer Leihe zum FC Middlesbrough begann die Saison 2014/15. Jedoch spielte er für Middlesbrough nur eine Partie. Er spielte im League Cup gegen den FC Liverpool, Middlesbrough schaffte es ins Elfmeterschießen, in dem Jamal Blackman einen persönlichen Erfolg schaffte, er hielt den Elfmeter von Raheem Sterling.
Er kehrte im Januar zu Chelsea zurück, doch mangelnde Spielpraxis verhinderte, dass er erster Torhüter der U-21 war.
Mit Beginn der Saison 2015/16 wechselte er auf Leihbasis zum schwedischen Verein Östersunds FK und verhalf ihnen zu einem guten Start in die Spielzeit. In der Mitte der Saison kehrte er wieder zum FC Chelsea zurück. Am Anfang der Saison 2016/17 wurde Jamal Blackman an die Wycombe Wanderers ausgeliehen.
Für die Saison 2017/18 wurde er zu Sheffield United ausgeliehen. Zu Beginn der Saison 2018/19 holte der Zweitligist Leeds United Blackman. Er sollte dem Stammtorhüter Peacock-Farrell Konkurrenz machen und schien sich darauf auch Hoffnungen machen zu können. Aber im November 2018 zog sich Blackman in einem U23-Spiel bei einem Zusammenstoß einen Schienbeinbruch zu und musste nach Chelsea zurückkehren. In der ganzen Saison stand er nur in zwei Pflichtspielen (im EFL Cup für Leeds United) im Tor. Mit den Folgen seiner Verletzung hatte Blackman auch nach der Saison noch zu kämpfen. Zu Beginn der Saison 2019/20 wurde er an Vitesse Arnheim in die Eredivisie verliehen, wo er in der ganzen Hinserie nicht einmal im Kader der ersten Mannschaft stand. In der zweiten Saisonhälfte lieh Chelsea ihn an die Bristol Rovers aus, die in der EFL League One spielten.
Im Jahr 2020 wurde er im Sommer für eine Saison an Rotherham United verliehen. Rotherham war der neunte Club in sechs Jahren, bei dem Blackman unter Vertrag stand und der achte, an den er von Chelsea verliehen wurde. Nach dem Ende der Leihe lief sein Vertrag beim FC Chelsea, für den Blackman nie einen Einsatz in der ersten Mannschaft hatte, aus und Blackman verließ seinen Jugendverein nach zahlreichen Leihen damit endgültig.
Zwei Monate später nahm ihn der Los Angeles FC aus der MLS unter Vertrag, dort blieb er jedoch nur bis in den Januar 2022, als er zurück nach England zu Huddersfield Town wechselte.
Auch hier verbrachte er nur ein halbes Jahr, denn bereits im folgenden Sommer wechselte er für eine Saison zu Exeter City. Im Sommer 2023 ging es für ihn weiter zu Burton Albion, dort blieb er ein weiteres Jahr, bis sein Vertrag im Sommer 2024 auslief. Im Dezember 2024 erhielt er beim Drittligisten Shrewsbury Town einen Vertrag, der zunächst allerdings nur bis Ende Januar 2025 lief. Da er in den folgenden Spielen durchgehend im Tor stand und mit seinen Leistungen überzeugte, wurde der Vertrag bis zum Saisonende verlängert.

### Nationalmannschaft
Neben England ist Blackman aufgrund seiner Abstammung auch für Jamaika und Barbados spielberechtigt; sein Vater stammt aus Barbados.